# Cripta della Misericordia
L'oratorio di Gesù, Giuseppe e Maria della Compagnia della Morte, anche conosciuto come Cripta della Misericordia è un luogo di culto cattolico che si trova al disotto del duomo di Colle di Val d'Elsa, in provincia di Siena, all'interno dell'arcidiocesi di Siena-Colle di Val d'Elsa-Montalcino.
L'ingresso è esterno alla concattedrale.

## Storia
Con l'elevazione di Colle di Val d'Elsa a sede vescovile, del 1592 e la costruzione del duomo si doveva provvedere alla sistemazione del dislivello del terreno sottostante, originariamente occupato da un cimitero; il problema fu risolto con la predisposizione di alcuni locali.
La Compagnia della Morte, poi divenuta Venerabile confraternita di Misericordia di Colle di Val d'Elsa con l'accorpamento della Compagnia di S.Lucia e della Centuria laica di S.Alberto, aveva ottenuto nel 1663 dal vescovo Giovanni Battista Buonaccorsi, la concessione dei locali posti al di sotto del Duomo per erigervi la propria sede per la cui costruzione il Vescovo stabilì regole e tempi ben precisi.
Nacque quindi l'oratorio di Gesù, Giuseppe e Maria che divenne la sede della Confraternita di Misericordia e lo resterà per 270 anni.
Attualmente la Cripta della Misericordia, come oggi viene comunemente chiamata, non svolge più il suo ruolo di sede della Misericordia.

## Interni
Nel 1730 fu costruito, su commessa di Lorenzo Lepri, l'altare maggiore e l'oratorio fu completamente affrescato.
L'iconografia della morte, presente in molti ambienti appartenuti o appartenenti alle Compagnie della Morte, non sono solo un'iconografia religiosa ma anche un sistema per far conoscere l'impegno sociale di tali istituzioni. Dal punto di vista religioso scheletri e teschi rappresentano si la morte ma anche la caducità umana.
Lo scheletro sulla parete di sinistra viene raffigurato dopo avere finito di scrivere “STATUTUM EST OMNIBUS HOMINIBUS SEMEL MORI” ed ha ai suoi piedi corone regali, la tiara papale ed un cappello cardinalizio per raffigurare che nessuno, compresi i re ed i rappresentanti del clero, è escluso.
Lo scheletro della parete di destra, con la scritta MEMENTO HOMO QUIA PULVIS EST, ci testimonia della inutilità della gloria terrena: per terra sono raffigurati un elmo da battaglia, uno spartito musicale ed un sacco colmo di denaro calpestata dal piede della morte.
Le decorazioni del soffitto rappresentano, nelle sue tre campate, l'Inferno, il Purgatorio e il Paradiso e sono di incerta attribuzione; secondo alcuni del Bibbiena, secondo altri di Ferrari Senese, spesso individuato in Giandomenico Ferretti.
Le decorazioni architettoniche sono invece da attribuire a Pietro Anderlini (Firenze 1687 – 1755), omonimo del pittore bolognese attivo nel 1760, cui talvolta si fanno risalire.
La tela dell'altare maggiore è opera di Annibale Mazzuoli e rappresenta una Madonna con san Rocco, santa Lucia, san Giuseppe e san Alberto. La tela è stata ritoccata nel 1830 da Francesco del Bove.
L'Anderlini ha inoltre dipinto, sulla controfacciata della porta di ingresso, un ambiente con alcune vedute di Colle di Val d'Elsa, tra cui il Torrione e la Porta Nova.
Le iscrizioni presenti sulle pareti sono tratte dalla Bibbia e dai Salmi.